# إيران فوق بركان (كتاب)
إيران فوق بركان
في مرحلة ما قبل الشباب الباكر، كان الأستاذ محمد حسنين هيكل يشتغل وظيفة المراسل المتجول في الشرق الأوسط لجريدة
أخبار اليوم، وكان بين المهام التي قام بها أزمة البترول الإيرانية عام 1950 - 1951 .
إيران فوق بركان هو أول كتاب منشور للأستاذ هيكل . وقد صدر بالعربية عام 1951 ، وهو الكتاب الوحيد للأستاذ هيكل في عهد الملك فاروق. وهو يحوي ثمانية فصول ضمتها 185 صفحة من القطع الصغير ، ويضم بين دفتيه صورة للأستاذ هيكل مع آية الله أبو القاسم كاشاني.
والكتاب حصيلة شهر عاشه الأستاذ هيكل في إيران ، على أثر مقتل رئيس وزرائها الجنرال علي رزم آراه يوم الأربعاء 7 مارس 1951 . ولقد سافر إلى كل أنحائها من الشمال إلى الجنوب ، من جولفا على الحدود الروسية إلى عبادان على الخليج العربي ، و قضى أياما طويلة في ظلمات طهران وسراديبها الغامضة . وقابل كل قيادات العهد القديم من السياسيين أمثال السيد ضياء الدين طباطبائي، و قوام السلطنة، والدكتور محمد مصدق بطبيعة الحال ، وأهم رجل من رجال الدين الشيعة في ذلك الوقت ومؤيد مصدق المتحمس آية الله كاشاني. وفي ذلك الوقت أيضا دارت أول أحاديثه مع الشاه محمد رضا بهلوي ، كما تعرف على شقيقته التوأم الأميرة أشرف، التي كان زوجها الأسبق أحمد شفيق - وهو مصري - صديقا له
كان كتابا حسن الحظ مع قرائه، وكان من أكثر الكتب رواجا في تلك الأيام.